# Hipocrepis
Hipocrepis o desferracavalls (Hippocrepis) és un gènere de plantes amb flors de la família Fabaceae.

## Característiques
Aquest gènere comprèn unes 12 espècies principalment de la regió Mediterrània i sobretot de la part occidental.
Algunes són plantes ornamentals com el senet bord Hippocrepis emerus.
Als Països Catalans es troben com autòctones quatre espècies.

## Taxonomia
- Hippocrepis ciliata
- Hippocrepis comosa - desferracavalls
- Hippocrepis emerus - senet bord, ginestera borda, carolina, engreixabous, coronil·la boscana,
- Hippocrepis multisiliquosa
- Hippocrepis balearica - violeta de penyal
- Hippocrepis unisiliquosa ssp biflora